# پاین ولی (کالیفرنیا)
پاین ولی (به انگلیسی: Pine Valley) یک منطقهٔ مسکونی در ایالات متحده آمریکا است که در شهرستان سن دیگو، کالیفرنیا واقع شده‌است. پاین ولی ۱۸٫۵۰۸ کیلومتر مربع مساحت و ۱٬۵۱۰ نفر جمعیت دارد و ۱٬۱۳۹ متر بالاتر از سطح دریا واقع شده‌است.